# Apostolska nunciatura v Gvatemali
Apostolska nunciatura v Gvatemali je diplomatsko prestavništvo (veleposlaništvo) Svetega sedeža v Gvatemali, ki ima sedež v Ciudad Guatemali; ustanovljena je bila 30. septembra 1933.
Trenutni apostolski nuncij je Paul Richard Gallagher.

## Zgodovina
Nunciatura je bila ustanovljena iz dotedanje apostolske nunciature v Srednji Ameriki.

## Seznam apostolskih nuncijev
- Giuseppe Beltrami (20. februar 1940–15. november 1945)
- Giovanni Maria Emilio Castellani (13. december 1945–6. september 1951)
- Gennaro Verolino (5. september 1951–25. februar 1957)
- Giuseppe Paupini (25. februar 1957–23. maj 1959)
- Ambrogio Marchioni (14. oktober 1961–1964)
- Bruno Torpigliani (1. september 1964–3. avgust 1968)
- Girolamo Prigione (27. avgust 1968–2. oktober 1973)
- Emanuele Gerada (8. november 1973–15. oktober 1980)
- Oriano Quilici (26. junij 1981–11. julij 1990)
- Giovanni Battista Morandini (12. september 1990–23. april 1997)
- Ramiro Moliner Inglés (10. maj 1997–17. januar 2004)
- Bruno Musarò (10. februar 2004–5. januar 2009)
- Paul Richard Gallagher (19. februar 2009–danes)